# 熊本県道22号熊本停車場線
熊本県道22号熊本停車場線（くまもとけんどう22ごう くまもとていしゃじょうせん）は、熊本県熊本市西区から熊本市中央区に至る県道（主要地方道）である。

## 概要
熊本市西区春日1丁目から熊本市中央区迎町1丁目に至る。
熊本市中央区辛島町周辺にあった日本陸軍第6師団の演習場を熊本市中央区大江に移転した際に、整備された道路の一部である。かつては熊本駅から熊本市大江までの区間を軍用道路と呼称していたが、現在は県道22号の全区間と熊本市道熊本駅新外線の保田窪北交差点（熊本東バイパスとの交点）までを産業道路と呼ぶのが一般的である。

### 路線データ
- 起点：熊本県熊本市西区春日1丁目（熊本駅前交差点、熊本県道28号熊本高森線交点）
- 終点：熊本県熊本市中央区迎町1丁目（迎町交差点、国道3号交点）

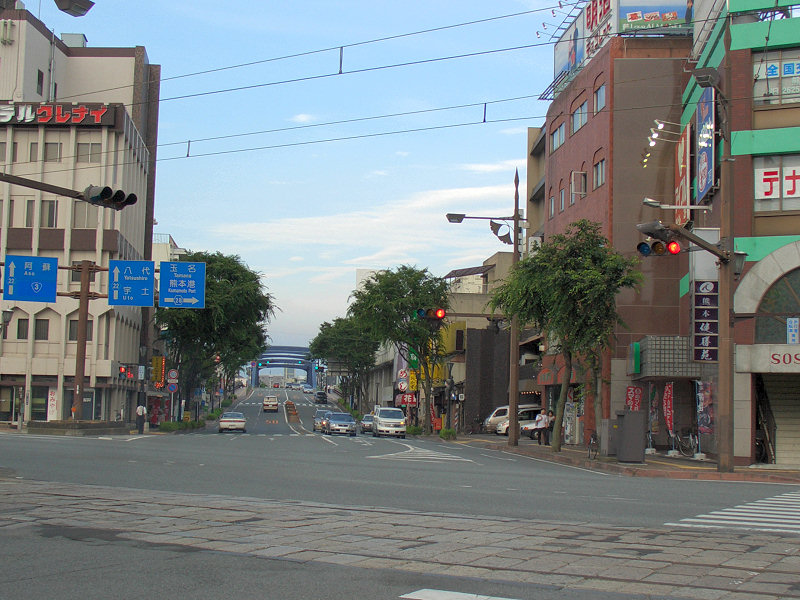
起点（2005年6月12日撮影）[注釈 1]
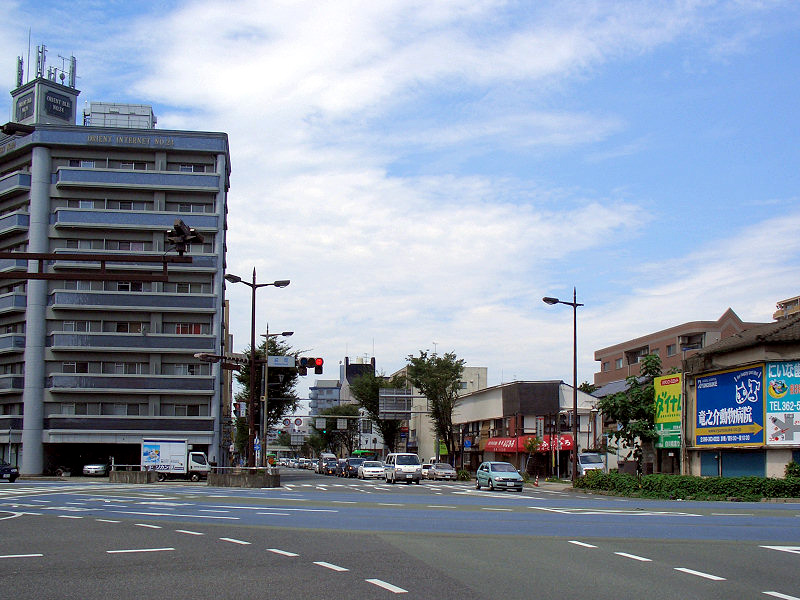
終点（2007年8月10日撮影）

## 歴史
- 1993年（平成5年）5月11日 - 建設省から、県道熊本停車場線が熊本停車場線として主要地方道に指定される[1]。

## 路線状況

### 通称
- 産業道路
- 白川橋景観整備

### 道路施設

#### 橋梁
起点から
- 春日橋（坪井川、熊本市西区）
- 白川橋（白川、熊本市西区 - 熊本市中億）

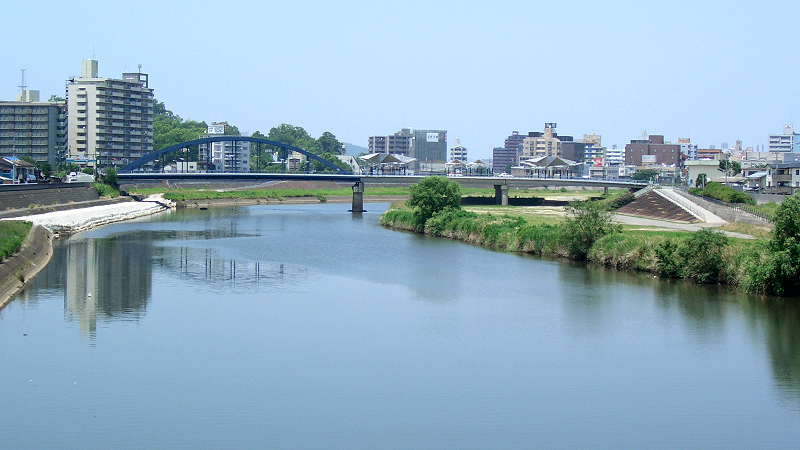
白川橋全景
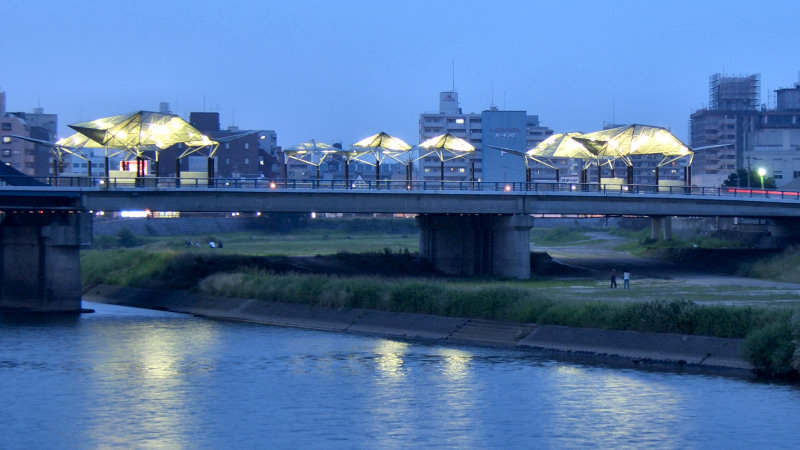
フライングライト

## 地理
坪井川を渡る春日橋と、白川を渡る白川橋の2つの橋が連続して架かっている。かつては旧井芹川と白川との合流地点であったが、加藤清正が石塘を築き分流したため現在の姿になった。
熊本駅正面に位置する道路であることから、くまもとアートポリスの一環として白川橋の整備が行われた。藤江和子の設計により、オブジェ風のベンチや屋根が設けられた他、夜間には「フライングライト」と称する照明が点灯し美しい夜景も提供している。

### 通過する自治体
- 熊本市（西区 - 中央区）

### 交差する道路
| 交差する道路                          | 市町村名 | 市町村名 | 交差する場所 | 交差する場所          |
| ------------------------------------- | -------- | -------- | ------------ | --------------------- |
| 熊本県道28号熊本高森線                | 熊本市   | 西区     | 春日1丁目    | 熊本駅前交差点 / 起点 |
| 国道3号 国道218号 重複 国道219号 重複 | 熊本市   | 中央区   | 迎町1丁目    | 迎町交差点 / 終点     |

### 沿線
沿線には江戸時代から町人町として栄えていた地域があり、現在も住宅街となっている。
- JR九州鹿児島本線・豊肥本線・九州新幹線 熊本駅